# Hilton Milwaukee City Center
El Hilton Milwaukee City Center es un hotel histórico de estilo Art Deco inaugurado en 1928 y ubicado en el vecindario Westown del centro de Milwaukee, Wisconsin. Es propiedad de Marcus Corporation, que también posee el Pfister Hotel y el Saint Kate Hotel en el centro de Milwaukee.

## Historia
El hotel abrió sus puertas en 1928 como el Hotel Schroeder. Fue propiedad del magnate hotelero Walter Schroeder y fue diseñado por Holabird & Roche. Su exterior es de estilo neoclásico simplificado, mientras que sus interiores son Art Deco, con un amplio uso de maderas duras y detalles decorativos de metal intrincados. Tiene una altura de 275 pies (84 metros), con una antena que extiende su altura total a 187 metros. El edificio tiene 25 pisos y 729 habitaciones.
El Schroeder se vendió a Sheraton Hotels en 1966 y se le cambió el nombre a Sheraton-Schroeder Hotel. Sheraton vendió el hotel en 1972 al empresario local Ben Marcus, quien lo rebautizó como Marc Plaza Hotel. En 1995, Marcus Corporation contrató a Hilton Hotels para administrar la propiedad, y pasó a llamarse Hilton Milwaukee City Center. En 2000 se construyó una adición de 13 pisos, diseñada por Kaler Slater Architects y construida por Mortenson.
Se planeó que sirviera como el hotel sede de la Convención Nacional Demócrata de 2020, antes de que la pandemia de COVID-19 obligara a un cierre temporal, junto con cambios importantes en el DNC a un formato remoto.
En marzo de 2020, el hotel cerró debido a la pandemia de COVID-19. En junio de 2020, Marc Corporation despidió permanentemente a 79 trabajadores en el Hilton Milwaukee City Center.
Es miembro de Historic Hotels of America, un programa oficial del National Trust for Historic Preservation.